# Sac-harnais
Pour les articles homonymes, voir harnais (homonymie).

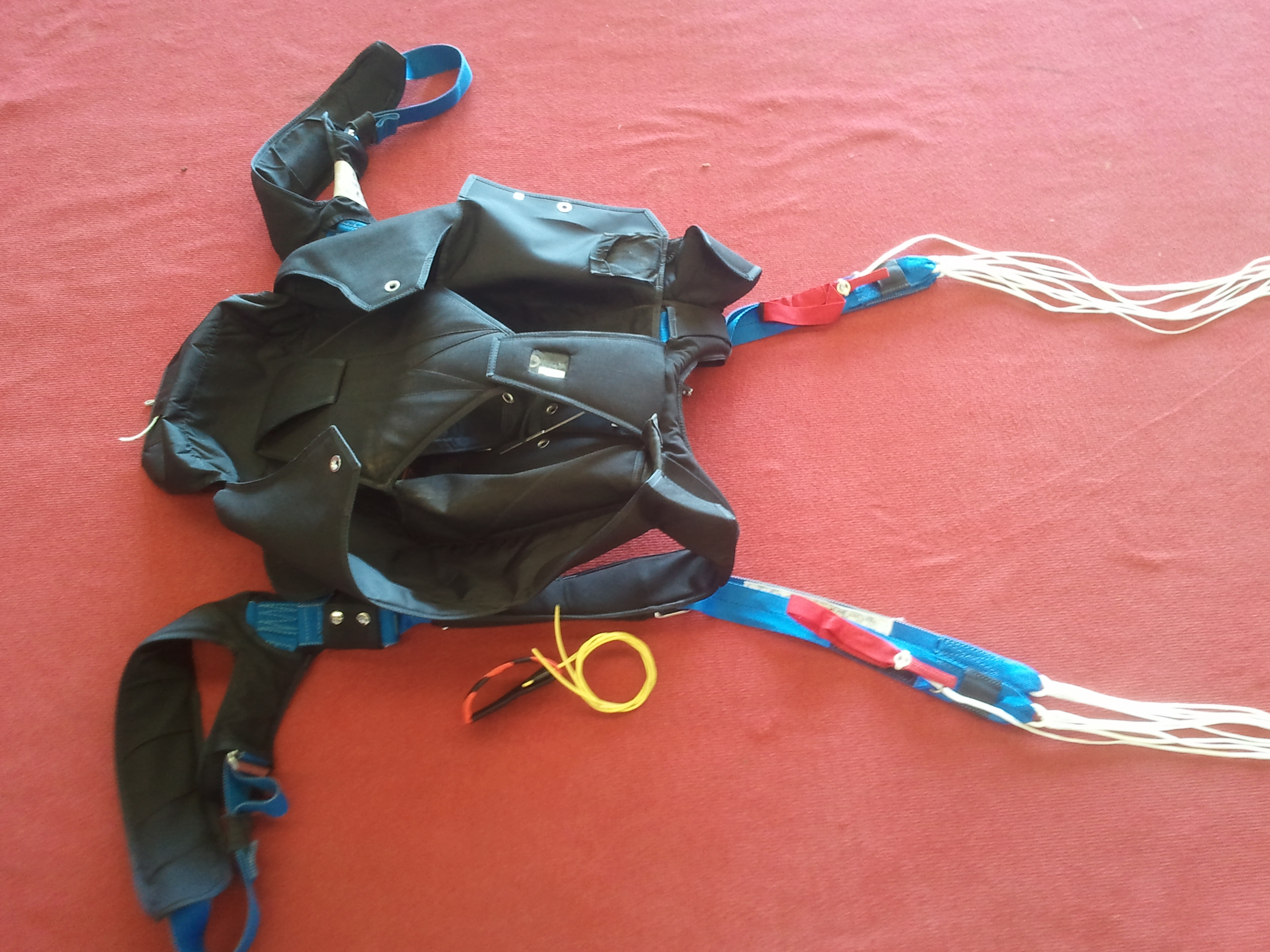
Sac-harnais sans les voiles principale et de secours rangés dans leurs logements

Les parachutistes appellent sac-harnais l'équipement qui contient les parachutes et un harnais dans lequel prend place le parachutiste.
Le harnais comprend deux sangles supportant le parachutiste par le haut des cuisses, deux bretelles comportant les "poignées" de sécurité et une sangle de poitrine.
Le sac comprend trois logements :
- en haut, le parachute de secours,
- en bas, le parachute principal.
- tout en bas, une sorte d'étui dans lequel se loge l'extracteur (hand-deploy), une sorte de parachute miniature, que le parachutiste doit extraire pour déclencher l'ouverture du parachute principal.

Le sac-harnais comprend aussi un dispositif de sécurité Cypres ou Vigil qui peut ouvrir automatiquement le parachute de secours.